# Carpodacus lepidus
Carpodacus lepidus (урагус китайський) — вид горобцеподібних птахів родини в'юркових (Fringillidae). Ендемік Китаю. Раніше вважався конспецифічним з урагусом, однак був визнаний окремим видом. Молекулярно-генетичне дослідження показало, що ці два види розділилися приблизно 1,36 млн років тому.

## Підвиди
Виділяють два підвиди:
- C. l. lepidus (David, A & Oustalet, 1877) — від Шаньсі до півдня Шеньсі і південного сходу Ганьсу;
- C. l. henrici (Oustalet, 1892) — від південного Сичуаня до крайнього південного сходу Тибета і на південь до північного Юньнаня.

## Поширення і екологія
Китайські урагуси живуть в широколистяних лісах та на луках. Живляться переважно насінням і ягодами.